# Храдек (Клатови)
Храдек (чеш. Hrádek) је насељено мјесто са административним статусом сеоске општине (чеш. obec) у округу Клатови, у Плзењском крају, Чешка Република.

## Становништво
Према подацима о броју становника из 2014. године насеље је имало 1.395 становника.